# South Philipsburg
South Philipsburg és una població dels Estats Units a l'estat de Pennsilvània. Segons el cens del 2000 tenia 438 habitants.

## Demografia
Segons el cens del 2000, South Philipsburg tenia 438 habitants, 175 habitatges, i 131 famílies. La densitat de població era de 650,4 habitants/km².
Dels 175 habitatges en un 33,1% hi vivien nens de menys de 18 anys, en un 64,6% hi vivien parelles casades, en un 6,3% dones solteres, i en un 25,1% no eren unitats familiars. En el 20,6% dels habitatges hi vivien persones soles el 9,7% de les quals corresponia a persones de 65 anys o més que vivien soles. El nombre mitjà de persones vivint en cada habitatge era de 2,5 i el nombre mitjà de persones que vivien en cada família era de 2,89.
Per edats la població es repartia de la següent manera: un 22,6% tenia menys de 18 anys, un 8,2% entre 18 i 24, un 29,2% entre 25 i 44, un 24,4% de 45 a 60 i un 15,5% 65 anys o més.
L'edat mediana era de 39 anys. Per cada 100 dones de 18 o més anys hi havia 104,2 homes.
La renda mediana per habitatge era de 35.139$ i la renda mediana per família de 41.250$. Els homes tenien una renda mediana de 24.524$ mentre que les dones 23.000$. La renda per capita de la població era de 15.853$. Entorn del 8,1% de les famílies i el 8,4% de la població estaven per davall del llindar de pobresa.

## Poblacions més properes
El següent diagrama mostra les poblacions més properes.